# 88. Deutscher Katholikentag
Der 88. Deutsche Katholikentag fand vom 4. bis 8. Juli 1984 in München statt. Das Motto des Katholikentags war „Dem Leben trauen, weil Gott es mit uns lebt“.